# Malo Korenovo
Malo Korenovo es una aldea del municipio de Bjelovar, en el condado de Bjelovar-Bilogora. Según el censo de 2021, tiene una población de 190 habitantes.

## Demografía
| Gráfica de población de Malo Korenovo 1857-2021                     |
|                                                                     |
| Según los censos de población de la Oficina de Estadísticas Croata. |